# Утицај различитих дисциплина на испитивање когнитивних процеса
Научни и технолошки развој је веома утицао на развој когнитивне психологије. Почетком педесетих година прошлог века се јавља нови приступ, когнитивна обрада информација. Под утицајем развоја телекомуникација, човек такође почиње да се посматра као прималац и преносник информација у реалном времену, а ограничења примаоца представљају когнитивна ограничења. Научници изводе закључак да је човек систем с ограниченим капацитетима когнитивне обраде и постављају неколико питања:
- Која су ограничења чулно-нервног апарата за пријем и обраду?
- Који начин кодирања је оптималан при таквим ограничењима?
- Да ли се обрада одвија редно (серијално) или паралелно?[1]

## Кибернетика
Кибернетика је дисциплина која се бави изучавањем комуникације и контроле код живих организама и машина. Норберт Винер говори како је, да би се контролисала извршена акција, потребна повратна информација о њеном ефекту, или другачије речено, повратна спрега (енг. feedback). На тај начин се омогућује евалуација и евентуална корекција акције. Кибернетика је когнитивној психологији пружила могућност егзактног моделирања когнитивних процеса и тиме увела не само јасноћу у одређивању елемената система когнитивне обраде већ и могућност антиципације појединих делова система који ће касније добити и емпиријску потврду.

## Теорија информације
Теорија информације је математичка дисциплина која је настала крајем четрдесетих година прошлог века у оквиру истраживања везаних за проблеме телекомуникација. Математичку формулацију теорије информације дао је Клод Шенон, али је основе овом приступу још двадесетих година прошлог века поставио руски математичар Андреј Колмогоров.
Основна идеја теорије информације је да се информација може изразити као вероватноћа догађаја у неком систему, при чему је садржај информације ирелевантан. Уколико је вероватноћа догађаја мања, утолико је количина информације коју носи неки догађај обрнуто пропорционалан његовој вероватноћи. Теорија информације наишла је на изузетан пријем у експерименталној психологији, нарочито међу истраживачима који су се бавили когнитивним процесима. Већ почетком педесетих година 20. века почињу испитивања осетљивости когнитивног система на варирање количине информације у стимулацији. Ова истраживања полазе од претпоставке да би систематским варирањем стимулације, која би била описана у терминима количине информације, могло више да се сазна о природи когнитивних процеса и механизама.
Педесетих година се напушта примена теорије информације, а на значају добија когнитивна обрада информација, приступ који когнитивну обраду схвата као активан процес. Свакако, прва систематска испитивања когнитивних процеса педесетих година су била инспирисана у великој мери основним поставкама теорије информације.

## Лингвистика
Почетком педесетих година прошлог века, долази се до радикалних промена у начину на који лингвистика описује језик. За разлику од традиционалне дескриптивне лингвистике, циљ лингвистичких истраживања постаје идентификовање ограниченог броја синтаксичких правила на основу којих могу да се опишу све граматичке и одбаце све неграматичке реченице природног језика.
Пун замах оваквом приступу даје Ноам Чомски својом трансформационом граматиком која је довела до промена не само у схватању језика, већ и у разумевању повезаности језика и когнитивних процеса. Чомски је допринео психологији својом критиком необихејвиоризма, када је Чомски критиковао Б. Ф. Скинера и његову тезу о превидљивости језика. Према Чомском, језик је продуктиван, а један корисник језика може да произведе и разуме исказе које нико никада није произвео нити их је чуо. Варијације у језичкој продукцији су практично бесконачне, што не би било могуће уколико би се она заснивала на претходном искуству претходно установљених "стимулус-реакција" веза.
Лингвистика је имала вишеструки утицај на развој истраживања когнитивних процеса. Са једне стране јее указала на то да поједини процеси, бар када је у питању језик, испољавају регуларност која се може описати правилима. Ову тезу је когнитивна психологија прихватила, постулирајући скуп интериоризованих правила одговорних за обављање неких когнитивних операција. Са друге стране, својим нативистичким приступом усвајању језика, лингвистика је указала на биолошку условљеност когнитивних функција. Овај увид ће постати предмет многих плодних расправа међу когнитивним психолозима.

## Вештачка интелигенција
Вештачка интелигенција је дисциплина која има за циљ да помоћу рачунара симулира когнитивне процесе, као што су опажање објекта, разумевање језика, решавање проблема итд. Интензивнија истраживања у овој области почињу средином педесетих година прошлог века када је рачунар постао доступан академским круговима. Мотиви којим се приступало истраживањима били су двојаки. Са једне стране, постојао је циљ да се конструише машина која ће бити у стању да изведе одређене операције, без обзира на то да ли их човек обавља на исти начин. Са друге стране, одређени број истраживања био је усмерен ка строго научним циљевима, односно на боље разумевање начина на који дате операције обавља човек. Почетна истраживања су била усмерена на симулацију визуелне перцепције, разумевање природног језика, симулацију фине моторне координације и играње шаха.
Налази до којих се дошло у покушајима симулације когнитивних процеса послужили су и као средство за евалуацију појединих психолошких теорија и модела. Успеси и неуспеси у симулацији показали су да су људске интуиције о томе шта је когнитивно комплексно, а шта не, често погрешне. Иако играње шаха захтева изузетно комплексне когнитивне операције, игру је могуће формализовати, тако да је рачунар данас у стању да победи светског првака у шаху. Насупрот томе, покушаји сумулације препознавања објеката, разумевања природног језика и фине моторне координације, дакле, процеса који су интуитивно сматрани једноставним, суочили су се са великим тешкоћама које ни до данас нису решене на задовољавајући начин.

## Савремени приступи
Шездесетих година прошлог века се формира кохерентан приступ испитивању когнитивних процеса познат и као когнитивна обрада информаија. Доминација овог приступа трајаће до средине осамдесетих година прошлог века, када ће се под утицајем развоја рачунарске технологије појавити алтернативни приступ назван конекционизам. Данас ова два приступа равноправно коегзистирају, иако су им основне претпоставке различите.

### Когнитивна обрада информација
Овај приступ нема статус психолошке теорије већ је реч о скупу имплицитно и експлицитно прихваћених хипотеза које се односе како на приорду когнитивних процеса, тако и на начин функционисања когнитивног система. Теоријски и методолошки оквир когнитивне обраде информација заснива се на чињеници да је људски когнитивни систем ограничених капацитета. Основни метод је лабораторијски експеримент, а најчешће зависне варијабле су време реаговања, проценат грешака, проценат тачно репродукованог материјала итд. Избор методологије, као и избор независних и зависних варијабли, у великој мери је одређен основним претпоставкама овог приступа.
Когнитивна обрада информација је савремена варијанта структурализма. Пажња је усмерена на идентификацију елемената од којих се састоје когнитивни процеси и утврђивање њихове међусобне везе и евентуалних интеракција.

### Конекционизам
Средином осамдесетих година прошлог века на значају добија конекционистички приступ који је познат и под називом паралелно дистрибуирана обрада. Ако се когнитивна обрада информација може схватити као савремена варијанта структурализма, онда је конекционизам савремена варијанта асоцијационизма. Зачетници овог приступа су Џејмс МакКлиленд и Дејвид Румелхарт. Основне идеје конекционизма се срећу још у радовима раних теоретичара, попут Торндајка, Толмана и Хала, који претпостављају да се учење одвија кроз серију покушаја и погрешака на основу којих се стварају асоцијативне везе које се модификују кроз кажњавање и награђивање. Крајем педесетих година прошлог века, овакав приступ бива имплементиран у рачунарске програме, који за циљ имају симулацију препознавања облика. Најпознатији програми ове врсте су Селфриџов Пандемонијум и Френк Розенблатов Перцептрон.
Конекционизам полази од претпоставке да је сложене когнитивне процесе могуће генерисати из интеракције основних, једноставних јединица, за које се најчешће имплицитно, али и експлицитно, претпоставља да су аналогне са неуронима у мозгу. Специфична конфигурација веза основних јединица чини сложенију јединицу, названу модул, која ступа у везу са осталим сложенијим јединициама чија специфична конфигурација веза и интеракција одговараодређеном појму или било којој другој меморијској јединици.
Погосдност конекционистичког приступа је у томе што је функционисање когнитивног система могуће симулирати на рачунару, а добијени исход може да се провери експериментом. Евалуација може ићи и обрнутим редом, односно симулацијом експерименталних налаза.